# Ruchnama
Ruhnama (of Het Boek van de Ziel uit het Perzisch: روح ruh (ziel) en ناامه nāme (boek), ook wel gespeld als Rukhnama) is het "heilig boek" van de Turkmeense president Saparmurat Niazov. Het boek is deels een autobiografie, deels spirituele gids en bestaat verder uit historische "feiten". 
Het boek, waarvan het eerste deel in 2001 verscheen en het tweede deel in 2004 volgde, ondersteunt de door de president gestimuleerde cultus rond zijn persoon. Het is prominent aanwezig in boekwinkels en overheidsgebouwen, en het bestuderen en hoogachten van het boek is verplichte kost voor de bewoners van het land. Kennis van de inhoud van het boek is voor de volledige bevolking vereist om bijvoorbeeld examens te kunnen afleggen, een beroep bij de overheid te kunnen vervullen of voor het behalen van het rijbewijs. 
Een enorme mechanische replica van het boek bevindt zich in de hoofdstad van Turkmenistan. Iedere avond om acht uur opent het zich, en worden er passages uit het boek gereciteerd, en wordt een bijbehorende video getoond.  

## Bron
- Dit artikel of een eerdere versie ervan is een (gedeeltelijke) vertaling van het artikel Ruhnama op de Engelstalige Wikipedia, dat onder de licentie Creative Commons Naamsvermelding/Gelijk delen valt. Zie de bewerkingsgeschiedenis aldaar.